# Золотий глобус (3-тя церемонія вручення)
3-тя церемонія вручення нагород премії «Золотий глобус»

Січень 1946 року
Найкращий фільм (драма): 

Втрачений вікенд 
 < 2-га > Церемонії вручення 4-та >
3-тя церемонія вручення нагород премії «Золотий глобус» за заслуги в галузі кінематографу за 1945 рік відбулася в кінці січня 1946 року. Церемонія була проведена в Лос-Анджелесі, Каліфорнія у «Hollywood Knickerbocker Club». 

## Переможці
- Найкраща чоловіча роль: 
  - Рей Мілланд - Втрачений вікенд
- Найкраща жіноча роль: 
  - Інгрід Бергман - Дзвони Святої Марії
- Найкращий режисер: 
  - Біллі Вайлдер - Втрачений вікенд
- Найкращий фільм з розвитку міжнародного взаєморозуміння: 
  - Будинок в якому я живу
- Найкращий фільм: 
  - Втрачений вікенд
- Найкраща чоловіча роль другого плану: 
  - Керрол Нейш - Медаль за Бенні
- Найкраща жіноча роль другого плану: 
  - Енджела Ленсбері - Портрет Доріана Грея